# Parc mémoriel de Šumarice
Le parc mémoriel de Šumarice (en serbe cyrillique : Меморијални парк Шумарице ; en sarbe latin : Memorijalni park Šumarice), encore appelé parc mémorial du 21 octobre (Спомен парк 21. октобар ou Spomen park 21. oktobar), est situé à proximité de Kragujevac, au centre de la Serbie. Il a été établi sur le site du massacre par les nazis de 2 300 à 5 000 civils, principalement des Serbes et des Roms, des femmes et des enfants, ; ce massacre, connu sous le nom de massacre de Kragujevac a eu lieu le 21 octobre 1941. Le parc a été créé en 1953 ; il couvre une superficie de 344 ha et a été dessiné par les architectes Mihajlo Mitrović et Radivoje Tomić. Il est inscrit sur la liste des sites mémoriels d'importance exceptionnelle de la république de Serbie.

## Monuments

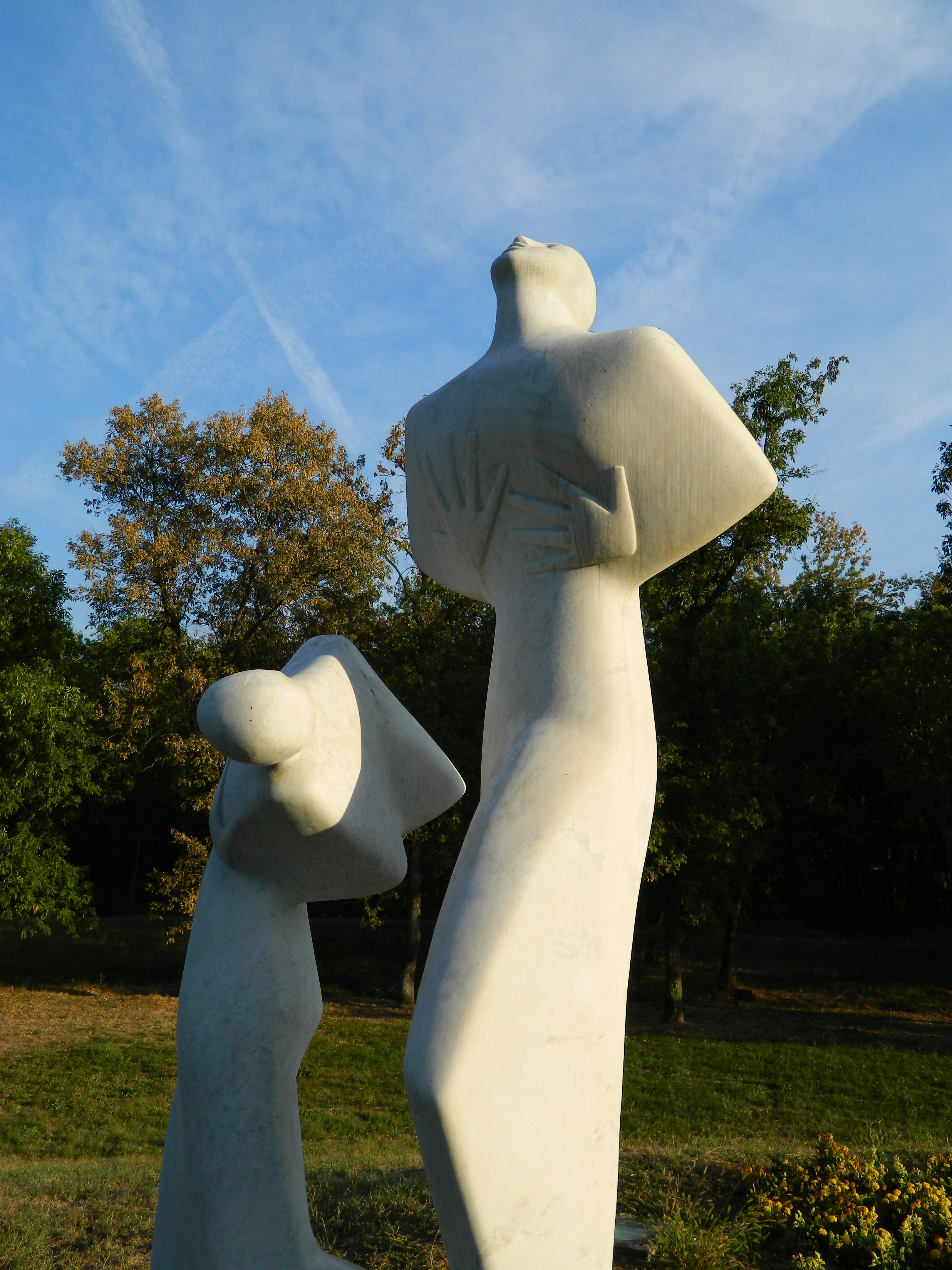
Le Monument de la douleur et du mépris

Le parc abrite 12 sculptures monumentales, dont la plus célèbre est le Monument des élèves et des professeurs exécutés (en serbe cyrillique : Споменик стрељаним ђацима и професорима), connue sous le nom des Ailes brisées ; cette œuvre en pierre et en béton, réalisée en 1963 par le sculpteur Miodrag Živković, est devenue un des symboles de la ville de Kragujevac. Le Monument de la douleur et du mépris (Споменик бола и пркоса), en marbre, a été sculpté par Ante Gržetić en 1959 ; Gržetić a également réalisé le Monument de la Résistance et de la Liberté (Споменик отпора и слободе), une œuvre en bronze et en béton qui date de 1966. Fleur de cristal (1968) et Le Dormeur de pierre (1969) sont deux sculptures en béton dues respectivement à Nebojša Delja et au couple Jelica et Gradimir Bosnić. Le sculpteur Jovan Soldatović est présent dans le parc avec deux œuvres en bronze de 1979 : Suđaje et L'Homme sans illusion (Човек без илузија). Le Monument Cent pour un (Sto za jednog) rappelle la règle appliquée par les nazis pour contrer ses adversaires : cent Serbes ou Juifs pour tout soldat allemand tué ; c'est une grande structure en bronze due à Nandor Glid et érigée en 1980. Le Monument d'hommage du peuple croate, qui se présente comme une série de disques d'acier, a été réalisée en 1981 par Vojin Bakić. Les trois dernières sculptures datent de la première moitié des années 1990 : Contre le mal est une sculpture de Miguel Romo, le Monument aux peuples serbes et juifs est une création de Milorad Zobić et le Monument à l'amitié une œuvre d'Anton Sojku.

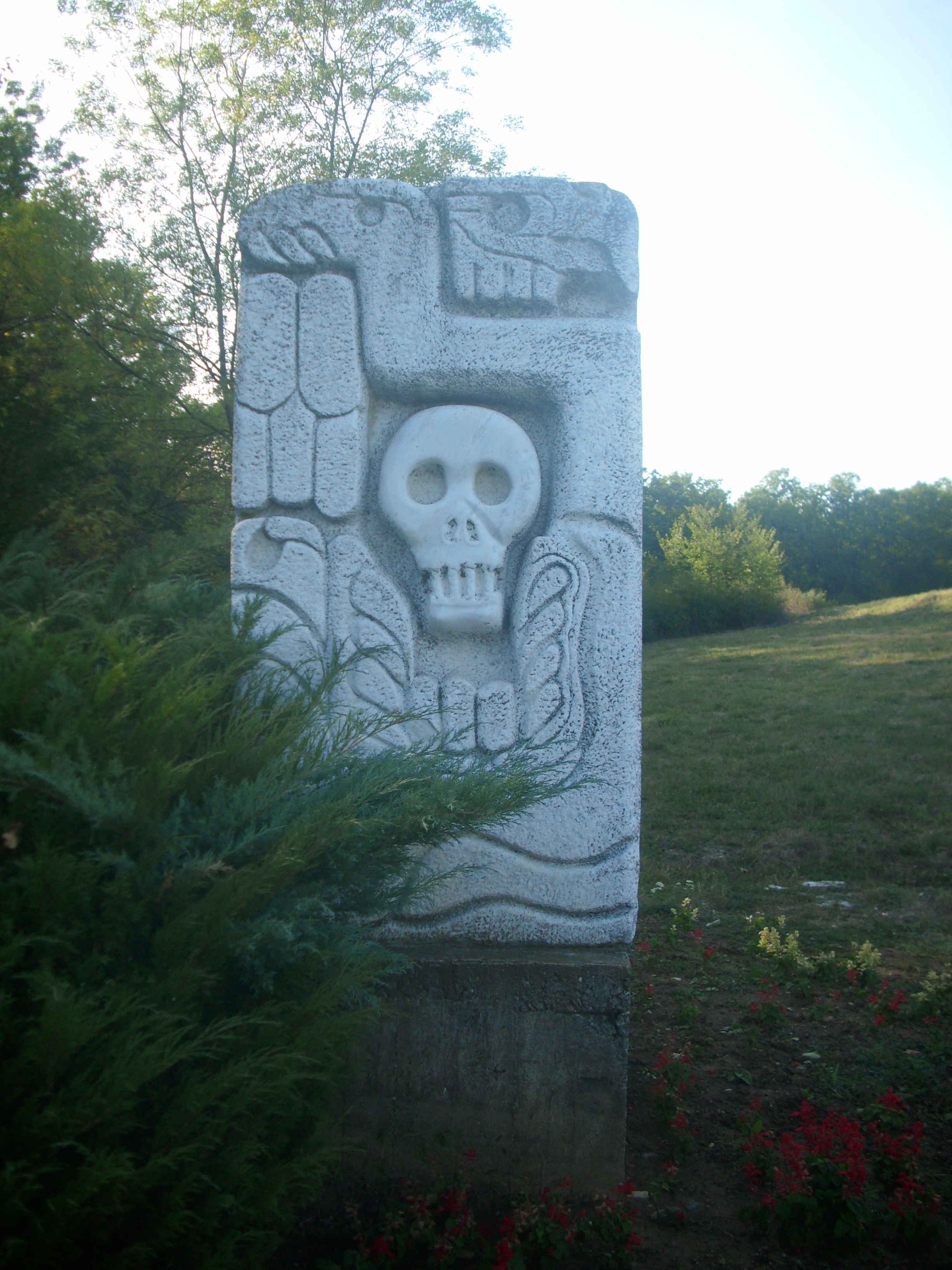
Contre le mal

## Musée
Le musée mémorial du 21 octobre est situé à l'intérieur du parc de Šumarice. Il abrite une bibliothèque, ainsi que des documents afférents au massacre de Kragujevac, dont une importante collection de photographies. Deux collections y sont également présentées, l'une consacrée à la série Kragujevac 1941 de Petar Lubarda, l'autre consacrée aux sculptures de Dragan Panić. Il organise également des expositions temporaires dans le cadre de manifestations appelées Ponts des Balkans (Мостови Балкана/Mostovi Balkana).

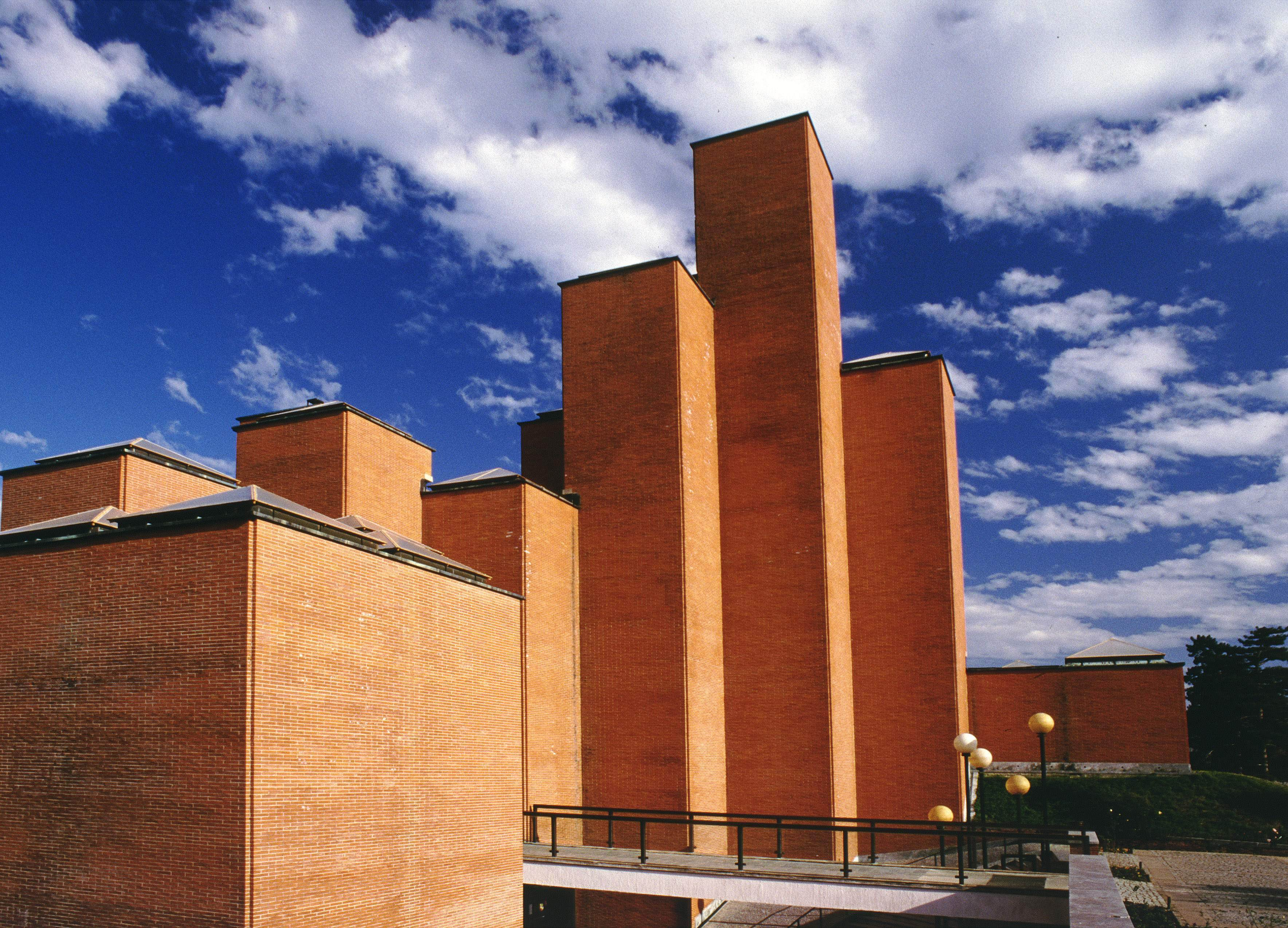
Le musée mémorial du 21 octobre